# Kandel (berg)
De Kandel is een 1241 meter hoge berg, 10,8 km ten oosten van de plaats Waldkirch in de Breisgau, in het Zwarte Woud, in het Duitse Bundesland Baden-Württemberg.  Over de berg lopen drie geasfalteerde verkeerswegen naar de pashoogte op 1205 m boven zeeniveau.

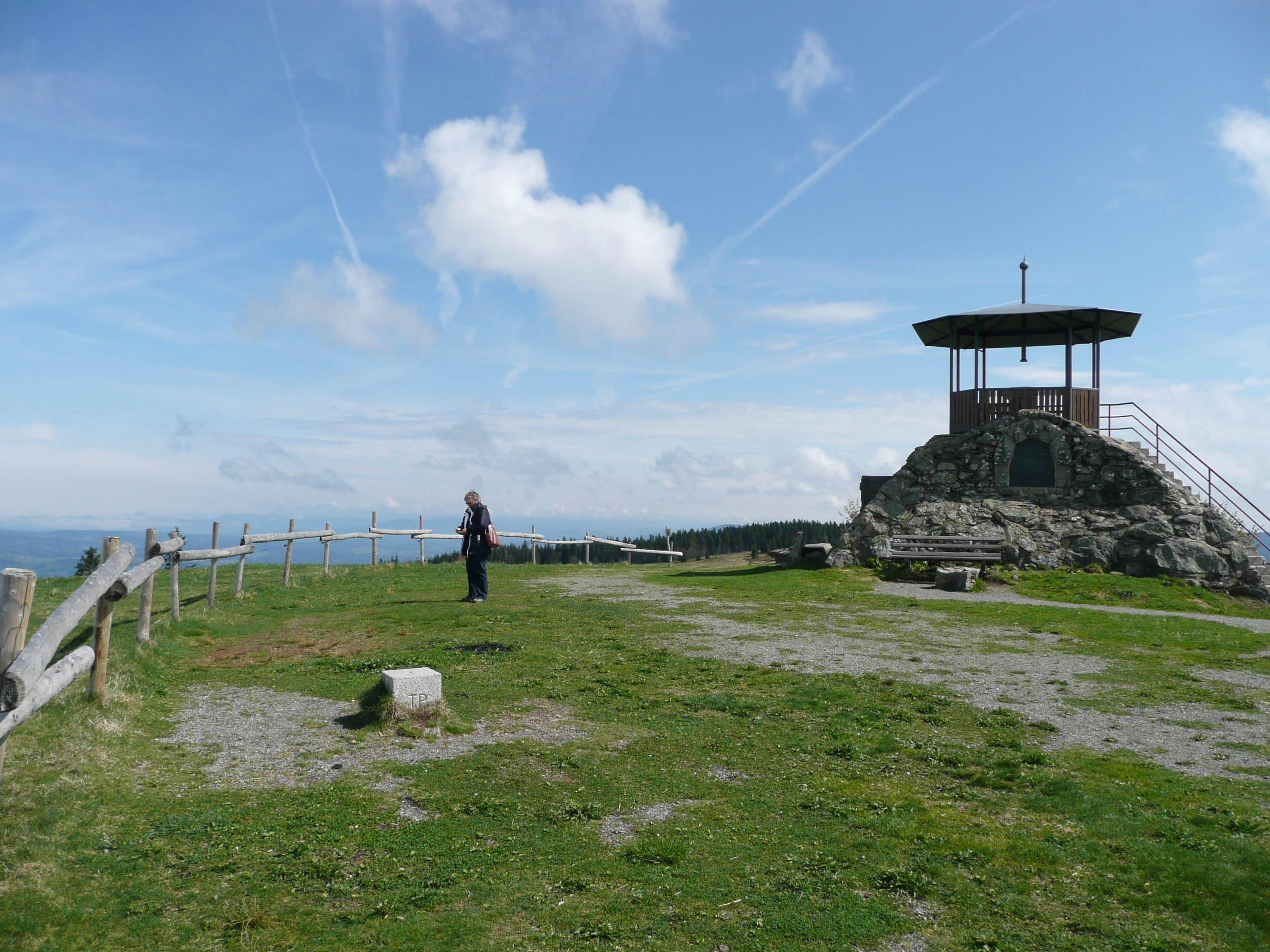
Top van de Kandel

Het gesteente op de hellingen van de Kandel bestaat grotendeels uit gneis. Doordat de berg tektonisch niet helemaal inactief is, ze heeft een lichte neiging, zich verder te verheffen ten opzichte van het ten westen van het Zwarte Woud gelegen dal van de Rijn, komen met enige regelmaat lichte, incidenteel middelzware, aardbevingen voor. De recentste daarvan was op 5 december 2004 (magnitude 5,43 op de schaal van Richter).
Rondom de berg doen de nodige sagen en legenden, met name over heksenpraktijken in de Walpurgisnacht (30 april op 1 mei), de ronde. In de 17e eeuw was het dal van de Elz, nabij de berg, berucht om de vele heksenprocessen. Een rotsformatie op de Kandel, de Teufelskanzel, brak in 1981, uitgerekend in de Walpurgisnacht van 30 april op 1 mei, af. Ongeveer 2.000 m³ gesteente stortte naar beneden. Daarbij werd ook nog tussen de neergestorte rotsblokken een bezem gevonden. Eeuwenoud bijgeloof leefde plotseling weer op. Gelukkig waren er bij de bergstorting geen doden of gewonden gevallen. Vermoed wordt, dat de rotsmassa reeds spleten en barsten vertoonde, die in de vorige winter met water waren volgelopen, dat bevroor en uitzette, waardoor de barsten zo groot waren geworden, dat de rots instabiel werd. Een arbeider in de buurt bleek, na zijn werk dicht bij de rotspunt, zijn bezem te zijn vergeten mee te nemen. Van duivelswerk of hekserij was dus geen sprake geweest.

## Sportmogelijkheden
De klim naar de pashoogte van de Kandel vanuit Waldkirch is voor wielrenners en geoefende wielertoeristen één van de meest uitdagende beklimmingen in de regio Zwarte Woud. Hij is 10,8 kilometer lang en overbrugt 890 hoogtemeters met een gemiddeld stijgingspercentage van 8,2% (van 314 tot 1205 meter boven zeeniveau). Deze route is enkele keren in profwielerkoersen gereden. Men kan de top ook bereiken vanuit Eschbach via Sankt Peter; het startpunt ligt op 406 m hoogte en halverwege is een afdaling van 1 km à 5%; deze route is bijna 17 km lang. Een derde, op 2 km na niet zeer steile, route is iets meer dan 16 km lang en begint te Glottertal, dat op 320 m hoogte ligt. 
De wandelclub Schwarzwaldverein heeft voor geoefende (berg-)wandelaars een vijfdaagse, 112 km lange route uitgezet, de Kandelhöhenweg. Af en toe wordt een hardloopwedstrijd georganiseerd van Waldkirch naar de pashoogte van de Kandel. 
Wintersport is in beperkte mate mogelijk, met name zijn er 's winters faciliteiten voor langlaufen.
Op en nabij de bergtop is, afgezien van zes berghutten, slechts weinig horeca aanwezig; er is slechts één hotel, Bergwelt dat in 2021 nieuw gebouwd is.